# Dragons Gallarate
I Dragons Gallarate sono stati una società italiana di hockey in-line con sede a Gallarate. I suoi colori sociali erano il nero e il blu; è stata costituita nel 1995 ed ha cessato l'attività sportiva nel 2003.
Nel suo palmarès annovera la vittoria di 2 scudetti.

## Cronistoria
| Cronistoria dei Dragons Gallarate |
| --- |
| - 1995 · Fondazione dell'A.S.D. Dragons Gallarate. - 1998-1999 · Serie A2. - 1999-2000 · Serie A2. Promosso in Serie A1. - 2000-2001 · Campione d'Italia (1º titolo). ? in Coppa Italia. - 2001-2002 · Campione d'Italia (2º titolo). - 2002-2003 · 2º nel girone A in Serie A1, quarti di finale dei play-off scudetto. - 2003 · Al termine della stagione la società viene sciolta e cessa l'attività. |

## Palmarès

### Competizioni nazionali
- Campionato italiano: 2

2000-2001, 2001-2002

### Altre competizioni nazionali
- Serie A2/B: 1

1999-2000

## Statistiche

### Partecipazione ai campionati
| Livello | Categoria | Partecipazioni | Debutto   | Ultima stagione | Totale |
| ------- | --------- | -------------- | --------- | --------------- | ------ |
| 1º      | Serie A1  | 3              | 2000-2001 | 2002-2003       | 3      |
| 2º      | Serie A2  | 2              | 1998-1999 | 1999-2000       | 2      |

### Partecipazioni alle coppe nazionali
| Competizione | Partecipazioni | Debutto   | Ultima stagione |
| ------------ | -------------- | --------- | --------------- |
| Coppa Italia | 1              | 2000-2001 | 2000-2001       |